# Thủy điện Long Tạo
Thủy điện Long Tạo là thủy điện xây dựng trên dòng Nậm Mức tại vùng đất các xã Pú Xi, huyện Tuần Giáo và Mường Mươn, Na Sang, Huổi Mí, huyện Mường Chà, tỉnh Điện Biên, Việt Nam .
Thủy điện Long Tạo có công suất lắp máy 42 MW với 2 tổ máy, sản lượng điện hàng năm 189 triệu KWh, khởi công tháng 3/2017, dự kiến hoàn thành quý III năm 2019 .
Tên hành chính của thủy điện đặt theo tên sửa đổi của bản Lông Tạo ở vùng đập, và có văn liệu viết là Thủy điện Lông Tạo.

## Nậm Mức
Nậm Mức là một phụ lưu nhỏ của sông Đà chảy ở huyện Mường Chà và Tuần Giáo tỉnh Điện Biên .
Cách Thủy điện Long Tạo cỡ 13 km xuôi dòng theo đường sông là Thủy điện Nậm Mức 21°47′56″B 103°17′40″Đ / 21,798957°B 103,294392°Đ công suất lắp máy 44 MW với 2 tổ máy, khởi công tháng 12/2009, tái khởi động 2012 .

## Chỉ dẫn
1. ↑  Trong tiếng Thái-Tày "Nậm" có nghĩa là nước, sông, suối.